# Tetrastichus bruninervis
Tetrastichus bruninervis är en stekelart som beskrevs av Kostjukov 1995. Tetrastichus bruninervis ingår i släktet Tetrastichus och familjen finglanssteklar. Inga underarter finns listade i Catalogue of Life.